# Honderdjarige Oorlog
De Honderdjarige Oorlog bestaat uit een reeks oorlogen, gevoerd van 1337 tot 1453, tussen het huis Valois en het huis Plantagenet, ook bekend als het huis Anjou. Inzet van de oorlogen was de Franse troon, die vacant was door het uitsterven van het huis Capet, de eerste lijn van Franse koningen. 

## De oorlog
Het conflict duurde 116 jaar, onderbroken door verscheidene periodes van vrede, voordat het uiteindelijk eindigde door het verdrijven van de Plantagenets uit Frankrijk (behalve uit Calais). Het resultaat was een overwinning voor het huis Valois. De oorlog had de Valois wel bijna geruïneerd, terwijl de Plantagenets zichzelf hadden verrijkt door plundering. Frankrijk leed sterk onder de oorlog, omdat het grootste gedeelte van het conflict plaatsvond op Frans grondgebied.
De "oorlog" was in feite een reeks van conflicten en wordt meestal onderverdeeld in drie of vier fasen:
- de Oorlog van Eduard (1337–1360),
- de Oorlog van Karel (1369–1389),
- de Oorlog van Lancaster (1415–1429)
- en het trage verval van de Plantagenets (1429–1453) na de verschijning van Jeanne d'Arc (1412–1431).

Verschillende andere eigentijdse Europese conflicten hadden rechtstreeks betrekking tot dit conflict: de Bretonse Successieoorlog, de Castiliaanse Burgeroorlog en de Oorlog van de Twee Peters met Hendrik II van Castilië en Peter IV van Aragón versus Peter I van Castilië en de Portugese burgeroorlog en crisis van 1383–1385 tussen Johan I van Castilië, zoon van Hendrik II en Johan I van Portugal. De benaming "Honderdjarige Oorlog" is een term, uitgevonden door latere historici, om de reeks van gebeurtenissen te beschrijven.
De oorlog dankt zijn historische betekenis aan een aantal factoren. Hoewel het in de eerste plaats een dynastiek conflict was, gaf de oorlog aanzet tot ideeën van zowel Frans als Engels nationalisme. Op militair vlak zag het de invoering van nieuwe wapens (de longbow en uiteindelijk het kanon bij de laatste Slag bij Castillon) en tactieken, die het oudere systeem van feodale legers, gedomineerd door zware cavalerie, ondermijnden. De eerste beroepslegers in West-Europa sinds de tijd van het West-Romeinse Rijk werden ingevoerd tijdens de oorlog, waardoor de rol van de ridders veranderde. Hierdoor, en door de lange duur, wordt de Honderdjarige Oorlog dikwijls gezien als een van de belangrijkste conflicten in de geschiedenis van middeleeuwse oorlogsvoering. Door opstanden, epidemieën (Zwarte Dood, 1347–1351), hongersnood (de grote hongersnood van 1315–1317) en plunderende bendes (voormalige) huursoldaten was aan het einde van de oorlog de bevolking gehalveerd.

## De feodale achtergrond
De oorsprong van deze lange periode van strijd ligt in de innerlijke tegenstrijdigheden die de inrichting van bestuurlijke en economische verhoudingen en machtsstructuren met behulp van het feodale recht in die tijd in vele plaatsen in Europa aan het licht traden. In de vroegere middeleeuwen was de feitelijke macht in veel gevallen grotendeels bij de plaatselijke leenman (vazal) komen te liggen. Wel lag de officiële juridische macht nog steeds bij de respectievelijke leenheren. In Frankrijk waren veel lenen, zoals hertogdommen, graafschappen, markizaten en dergelijke, groot genoeg om kleine eigen rijkjes te vormen, met de leenman als de absolute heerser, in die zin dat hij als enige alle beslissingen mocht nemen.
Door het sluiten van strategische huwelijksovereenkomsten en oorlogen kwamen de leengebieden door de eeuwen heen onder het beheer van steeds minder leenmannen. Dit proces zorgde niet voor samenhangende grote bestuurlijke eenheden, maar voor een lappendeken van bestuurders door heel Europa. Zo was de Engelse koning ook hertog van Guyenne in Frankrijk en de hertog van Bourgondië verwierf zowel het graafschap Vlaanderen (een Frans leen) als Brabant en Holland (Duitse lenen).
De grootste tegenstrijdigheid daarbij was dat de koning van Engeland in zijn hoedanigheid van hertog van Guyenne geacht werd als vazal de Franse koning te dienen. Bovendien konden de burgers van Guyenne bij een geschil met hun hertog een beroep doen op de Franse koning om tussenbeide te komen. Guyenne was een laatste stuk Franse erfenis van huis Plantagenet, afstammelingen van het Frans adellijk geslacht, het huis Anjou en hertogen van Normandië. Tijdens voorgaande oorlogen, onder andere de Frans-Engelse Oorlog (1202-1214), was het Franse rijk van de Plantagenet al danig verkleind.
Aan het begin van de 14e eeuw was de koning van Frankrijk een bijzonder machtig man met het bestuur over veel leengebieden, die hard bezig was de kleinere leenmannen het zwijgen op te leggen en eventueel de gebieden die deze in bruikleen hadden, met militair geweld af te pakken.

### De Engels-Franse betrekkingen

De lenen van de Engelse koningen (rood) in Frankrijk op het hoogtepunt van hun territoriale expansie (rond 1173).

In 1066 had de Normandische hertog Willem I Engeland veroverd, door de Angelsaksische koning Harold II te verslaan in de Slag bij Hastings en zich tot koning te laten uitroepen. Vervolgens vormden de edelen, die met hem mee naar Engeland waren gekomen, de nieuwe aristocratie van Engeland. Deze nieuwe adel bleef echter nog lang voor hun culturele identiteit nauw verbonden met hun Franse afkomst. Zo drong het gebruik van de Middelengelse taal bij de heersende klasse bijvoorbeeld pas beetje bij beetje door na 1250. Daarnaast bezat de Engelse aristocratie tot aan het begin van 13e eeuw nog vaak meestal aanzienlijk landgoederen in Frankrijk.

#### Aquitanië en de Plantagenets
Eleonora van Aquitanië (1122-1204), hertogin van Aquitanië, was gehuwd met de zwaarmoedige koning van Frankrijk, Lodewijk VII. Toen zijn kruistocht naar het Heilige Land waar zij aan deelnam mislukte, verloor hij Eleonora's liefde. Ze werd verliefd op de levenslustige hertog van Normandië en graaf van Anjou Hendrik Plantagenet. Haar bloedverwantschap met haar echtgenoot was reden genoeg om haar huwelijk door de Kerk nietig te laten verklaren. Ze hertrouwde met haar minnaar, heerser van het Angevijnse Rijk en met hem had ze onder meer Richard Leeuwenhart en Jan zonder Land als zonen.
Onverwacht besteeg Hendrik de Engelse troon, kort na zijn huwelijk met Eleonora die een tijdlang koningin van Frankrijk was geweest Zuid-Frankrijk viel hierdoor in Engelse handen. Aquitanië was wel een leengebied van de Franse koning maar in de praktijk stelde de verplichte leenhulde niet veel voor. Eeuwenlang bleef Aquitanë een twistappel tussen Engeland en Frankrijk. De aanvoer van wapens voor de Engelsen via de haven van Bordeaux speelde hierbij. De Franse koning nam ook aanstoot aan de banden die Engeland onderhield met het rijke graafschap Vlaanderen en dit vooral om economische motieven. Vlaanderen was tenslotte ook een leen van Frankrijk maar vaarde een onafhankelijke koers.
Op het hoogtepunt van zijn territoriale expansie (1173) bestreek het Angevijnse Rijk naast het koninkrijk Engeland de Franse hertogdommen Normandië, Aquitanië, Gascogne en Bretagne alsook de graafschappen Anjou, Maine en Touraine. De soevereine Engelse koning was daarmee tegelijkertijd de grootste grondbezitter in Frankrijk en hierdoor de machtigste vazal van de Franse koning.
Politiek gezien namen de Engelse koningen nu een dubbelrol op zich. Terwijl ze enerzijds over Engeland als soeverein heersten en daarmee de gelijke waren van de koning van Frankrijk, bleven ze tegelijkertijd hertogen en graven in Frankrijk, en waren in deze rol aan de koning van Frankrijk leenrechtelijk ondergeschikt. Omdat het als vernederend werd beschouwd dat een koning aan een andere koning leendiensten zou moeten verrichten en de ene koning geen militaire diensten aan de andere koning kon leveren, omdat de belangen vaak tegengesteld waren, trachtten de Normandische koningen van Engeland over het algemeen onder deze verplichting uit te komen.
Het Franse koningsgeslacht van de Capetingen streefde er echter steeds naar de rol van de Engels-Franse vazallen te verzwakken. In een lange reeks van veelal diplomatieke, maar ook gewapende conflicten slaagden ze erin beetje bij beetje de ongeliefde vazal terug te dringen. Omstreeks de wisseling van de 13e eeuw kwam het tot een oorlog tussen de Franse koning Filips II August en zijn Engelse vazal Jan zonder Land. Hierdoor gingen in 1202 de graafschappen Touraine en Anjou, in 1204 het Hertogdom Normandië alsook in 1205 het graafschap Maine verloren. En na een strijd om de opvolging maakte Bretagne zich in 1213 los van Engeland. Alle pogingen van het Engelse koningshuis om de verloren gebieden te heroveren in de daarop volgende jaren mislukten (slagen bij Roche-aux-Moines en Bouvines). In 1224 bezette koning Lodewijk VIII het merendeel van Aquitanië. En in 1242 verloor de Engelse koning Saintonge. Hendrik III erkende de verliezen uiteindelijk in 1259 met het Verdrag van Parijs. De weinige overgebleven gebieden van Aquitanië werden samen met Gascogne tot het nieuwe hertogdom Guyenne samengevoegd.
Ook toen het in de volgende decennia op grond van goede persoonlijke verhoudingen tussen Eduard I en Filips IV tot een zekere rust kwam, bleef de fundamentele tegenstelling sterk bestaan. Onder Eduard II aan Engelse zijde en Lodewijk X, Filips V en uiteindelijk Karel IV aan Franse zijde intensiveerden de geschillen zich vanaf 1307. Een ernstig pijnpunt was de hulde die de Engelse koning als hertog van Guyenne aan zijn leenheer, de koning van Frankrijk, moest brengen en die door hem als een vernedering werd ervaren. Ook werd er bezwaar gemaakt tegen de circulatie van Engelse munten in Frankrijk met daarop de beeltenis van de Engelse koning. Verder was er de strijd om de rechterlijke bevoegdheid die de verhoudingen sterk negatief beïnvloedde.
Ten slotte volgde de Oorlog van Saint-Sardos in 1324. De zeggenschap van het Engelse huis Plantagenet in Frankrijk was daarna beperkt tot enkele kleine provincies in Gascogne en leidde tot het verlies van kroonjuweel Normandië.

## Strijdende partijen

### Koninkrijk Frankrijk

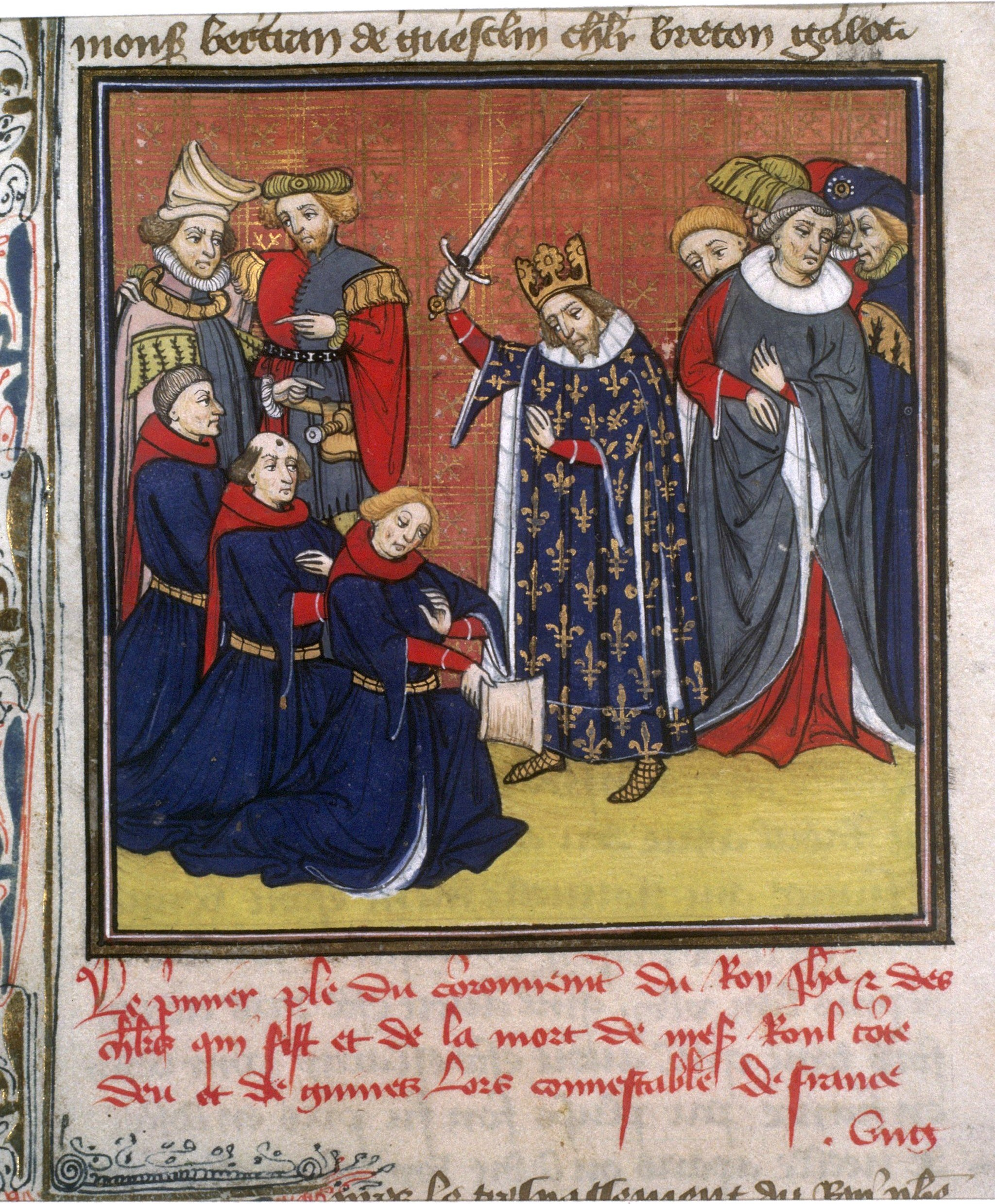
Het koninkrijk Frankrijk kende een feodaal stelsel dat veel belang hechtte aan de ruiterij (ridders). Op deze verluchting deelt Jan II de Goede de ridderslag uit.

Aan het begin van de 14e eeuw kende het koninkrijk Frankrijk sterk groeiende landbouwactiviteiten en waren er ongeveer 16 à 17 miljoen inwoners,:30 wat het tot het land met het grootste aantal inwoners maakte in Europa. In 1328 kon men op basis van een administratieve enquête, die bij bijna drie vierde van de bevolking werd uitgevoerd en het aantal huizen met verwarming (haardsteden) inventariseerde, een schatting geven van het grondgebied. Men telde 2.469.987 haardsteden, wat neerkomt op ongeveer 12 miljoen inwoners en 32.500 parochies.:26 Parijs alleen telde volgens deze (volks)telling meer dan 200 duizend inwoners.:32
Deze bevolkingstoename was niet zonder gevolgen voor de exploitatie van het land, een groot deel van de beboste gebieden werd ontgonnen voor landbouw en veeteelt. Met de opkomst van nieuwe technieken voor landbewerking, zoals het inzetten van gezamenlijk aangespannen trekdieren, het gebruik van het paard in plaats van de os, was men nu ook in staat minder vruchtbare gebieden te exploiteren. De landbouw was in staat de bevolking te voeden, er was geen hongersnood meer geweest sinds de 12e eeuw,:222-223 waarbij de leenmannen enerzijds tot taak hadden de exploitatie van de gronden in goede banen te leiden en anderzijds de gebieden die ze in bruikleen hadden en de mensen die er woonden en werkten, te verdedigen. De manieren waarop het land werd bewerkt, waren ook vaak geregeld met overeenkomsten op basis van het feodale stelsel, waarin een heer bovenaan de ladder stond en daaronder mensen met steeds minder rechten, tot horigen en slaven.
De clerus speelde een grote sociale rol in de maatschappelijke organisatie. Veelal bezaten instellingen van de Rooms-Katholieke Kerk zelf grond of ze gaven grond uit. De clerici konden vaak lezen en schrijven, ze beheerden de kerkelijke instellingen, hielden liefdadigheidsinstellingen en scholen draaiende; en door allerlei religieuze feesten kwam het aantal vrije dagen voor de bevolking op 140 per jaar.
De adel, de ridders, moesten aantreden voor hun heren op het slagveld; ze moesten hun levensonderhoud en de militaire training, uitrusting en expedities financieren met de opbrengsten uit de landbouw of belastingen, moesten voor de heer de bevolking op hun grondgebied besturen en daarbij loyaal tegenover de heer zijn.
De Kerk had zich sinds het eind van de 10e eeuw ingezet om de roofridders in te tomen. Sinds het concilie van Charroux in 989 (godsvrede), werden de mannen onder de wapens verzocht hun kracht ten dienste te stellen van de armen en de Kerk en milites Christi ("soldaten/ridders van Christus") te worden.:24 En sinds de 13e eeuw was de koning van Frankrijk erin geslaagd het idee ingang te doen vinden dat zijn koningschap bij gratie Gods hem toestond (nieuwe) edelen aan te stellen.:26
De edelman onderscheidde zich dus van de rest van de bevolking door zijn positie tegenover de koning, voor wie hij militaire ridderdiensten moest leveren, tegenover de bewoners die hij moest beschermen en waarover hij vaak recht sprak, als heerser op het eigen grondgebied dat in bruikleen was gegeven, terwijl men ook een relatief hoog materieel comfort behield. Hij moest op het slagveld zijn sociale status rechtvaardigen: de tegenstanders, ook vaak ridders maar dan onder een andere heer, moesten in lijf-aan-lijf-gevecht worden verslagen. Het leger van de Franse koning was opgebouwd rond de machtigste ridderschap van Europa, een zware cavalerie die in de voorlinie gevechten uitvocht. De eis om te moeten triomferen op het slagveld werd in die tijd vermeerderd door de gewoonte om losgeld te eisen voor vrijlating van de ridders na een veldslag. Oorlog voeren was aldus lucratief voor de koningen die gediend werden door goed geoefende ridders met zware bewapening en uitstekende uitrusting, en gezonde sterke paarden. Voor de minder succesvolle tegenstander nam het risico om te worden gedood af.:231-232
Sinds Filips de Schone kon de koning "de leenmannen en achterleenmannen" oproepen voor het leger, dat wil zeggen alle mannen van 15 tot 60 jaar, ridders en boeren, jongeren en ouderen, rijken en armen. Rond 1340 kon de Franse koning zodoende in theorie rekenen op 30 duizend krijgslieden alsook 30 duizend man voetvolk. Praktisch was deze mobilisatie echter niet uit te voeren, het onderhoud van een dergelijk aantal strijders betekende buitengewoon hoge kosten en bovendien was het leger een heterogeen en weinig gedisciplineerd geheel.
Om de koninklijke macht te verstevigen tegenover de hoge adel en de paus, verleenden de Capetingers feodale vrijheden aan het volk. Er werden stadsrechten verleend, vastgelegd in een handvest, zo konden mensen in vrijsteden wonen, er werd vaak het recht gegeven zelf een stadsbestuur te kiezen of recht te spreken en de Staten-Generaal werden opgericht, een vergadering van vertegenwoordigers van drie standen.:144 Het volk aanvaardde een sterke koninklijke macht, die hun vrijwaarde van de willekeur van de feodale heren, en een meer en meer gecentraliseerde administratie, die hen een zeker materieel comfort verzekerde. Het sociaal evenwicht met de lokale adel verdween.
Aan de vooravond van de Honderdjarige Oorlog verzwakte het maatschappelijke systeem. Als gevolg van de sinds de 10e eeuw aanhoudende bevolkingsgroei, was er overbevolking op het platteland. De steden vroegen om meer autonomie.:54 De perceelgrootte van de boeren verminderde, de landbouwprijzen daalden en dus namen de financiële middelen van de landadel af. Het werd noodzakelijk voor de adel om zich te doen gelden op het slagveld om hun inkomsten te vergroten.:53 Bovendien werd het goud voor de uitrusting van de ridder steeds duurder.
In drie eeuwen waren de Capetingers erin geslaagd hun gezag te consolideren en hun territorium uit te breiden ten koste van de Plantagenets. Het koninklijke prestige en de invloed van Frankrijk was groot, in de tijd van Filips de Schone strekte het Franse netwerk van allianties zich uit tot Rusland.

### Koninkrijk Engeland

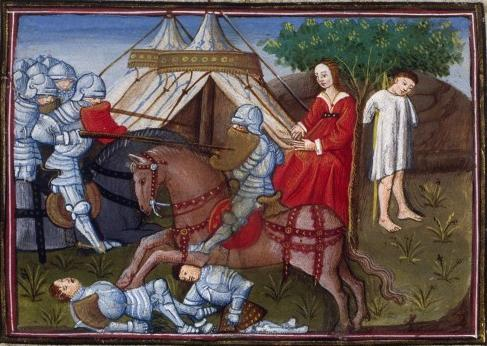
Ywain helpt de jonkvrouw. Verluchting uit een versie van Lancelot van het Meer uit de 15e eeuw. De ridder moet een loyaal gedrag hebben, de strijd is een gelegenheid om zijn sociaal statuut te rechtvaardigen.

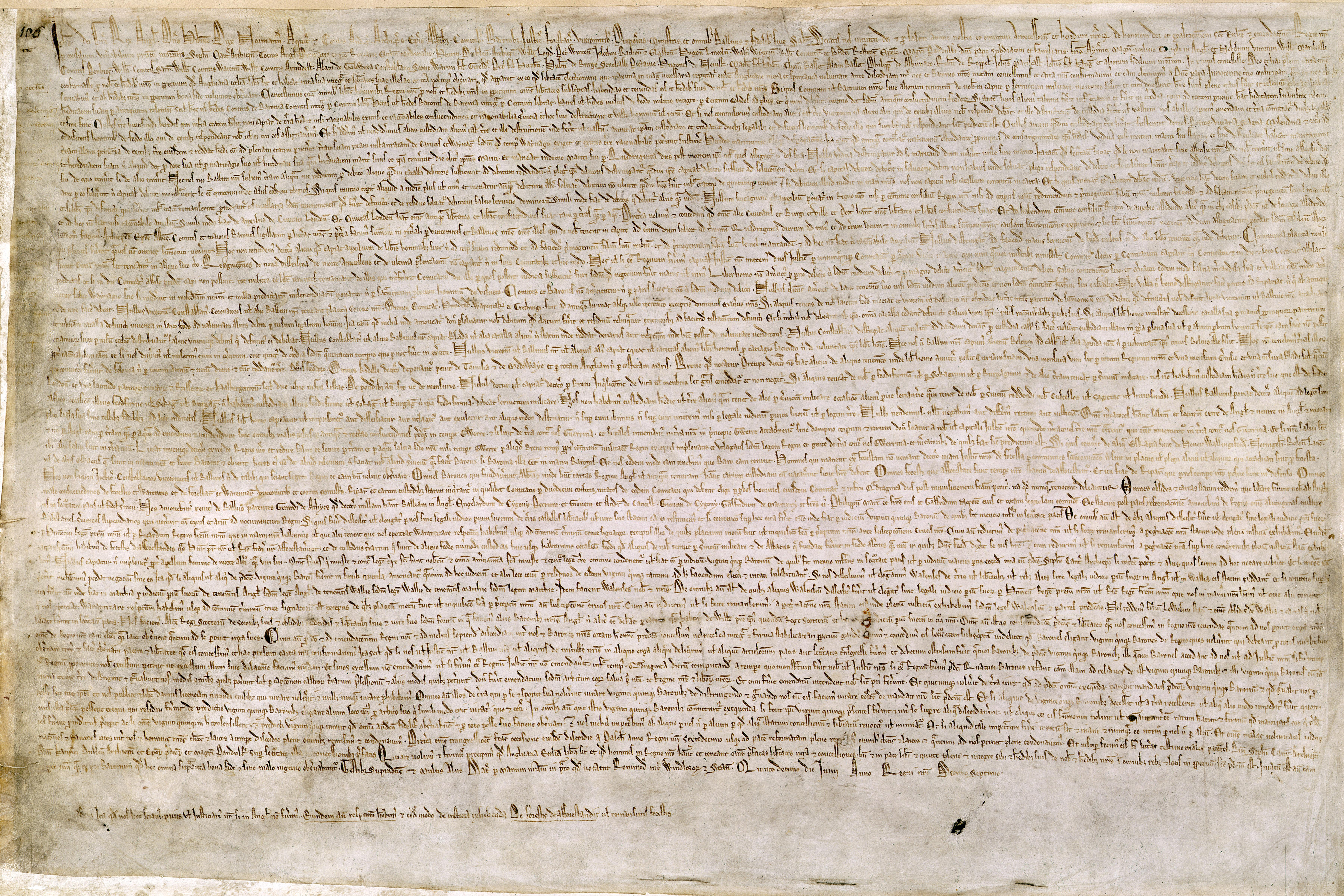
De Magna Carta.

Het koninkrijk Engeland was veel minder bevolkt, met vier miljoen inwoners. Het klimaat en de weelderige weiden bevorderen veeteelt (met name schapen) en zorgen voor een grote wolproductie die gebruikt wordt door de wevers (Engelse schapen produceren een bijzonder fijne wol die uitstekend geschikt is voor spinnen). Het ambacht, de handel en de steden hebben zich door deze textielnijverheid ontwikkeld.
De stedelijke bewoners hadden echter ook meestal meer behoefte aan vrijheid van ondernemen en aan een beperkte belastingdruk (een groot deel van de financiën van de Engelse staat komt van de belasting op wol).:164 Op eenzelfde manier hadden de grondeigenaren (baronnen en geestelijken) een negatieve kijk op de belastingverhoging noodzakelijk voor de financiering van de oorlog tegen Filips II, zeker zolang koning Jan zonder Land nederlagen en territoriale verliezen bleef opstapelen. Jan moest hen dan ook in 1215 het handvest Magna Carta gunnen. Het handvest garandeerde vrijheid aan de steden en gaf de macht over de belastingen aan het Parlement van Engeland.
De handel maakte Engeland echter ook afhankelijk van Guyenne, dat wijn leverde, van Vlaanderen, waar de lakenhandelaren de wol kochten, en van Bretagne, dat het zout leverde dat onmisbaar was voor het bewaren van voedsel.
De conflicten en intriges tussen de koninklijke families Capetingers en Plantagenets begonnen in het midden van de 12e eeuw met een enorme voorsprong voor de Engelsen, en eindigden met de inbeslagneming van alle bezittingen in het voordeel van de Franse koning. Van het gehele grote rijk van de Plantagenets bleef slechts een deel van Aquitanië over: de kust van Gascogne en Bordeaux, genaamd Guyenne.:15
Aan de andere kant moest Engeland het hoofd bieden aan de tweede onafhankelijkheidsoorlog van Schotland (1332 tot 1357). Vanaf 1296, profiterend van de dood van Alexander III die stierf zonder mannelijk erfgenaam, en met een poging tot overname van het koninkrijk door een huwelijk, beschouwde Engeland Schotland als een vazalstaat.:19 De Schotten sloten echter een verbond met Frankrijk, de Auld Alliance op 23 oktober 1295, en Robert Bruce verpletterde bij de Slag bij Bannockburn het Engelse ridderleger, ondanks hun superieure aantal, dankzij een leger dat voornamelijk bestond uit voetvolk, beschermd tegen de riddercharges door piekeniers. De Engelsen pasten hierdoor hun stijl van vechten aan en verkleinden de grootte van het ridderleger (de cavalerie) en gebruikten meer boogschutters en gewapend voetvolk dat beschermd werd tegen charges door houten palen in de grond te zetten. Deze eenheden verplaatsten zich wel te paard om hun mobiliteit te vergroten, maar vochten te voet.
Eduard III paste deze nieuwe manier van vechten toe tijdens het ondersteunen van de strijd van Edward Balliol tegen de partizanen van David II van Schotland, de zoon van Robert Bruce. Dankzij deze tactiek wonnen de Engelsen verschillende belangrijke veldslagen waaronder de Slag van Dupplin Moor in 1332 en de Slag bij Halidon Hill in 1333. David II moest vluchten naar Frankrijk waar hij ontvangen werd door Filips VI van Valois. Edward Balliol wordt koning van Schotland, vazal van Engeland, maar verguisd door zijn bevolking. Dankzij deze campagne kon Edward III beschikken over een modern leger ingespeeld op de nieuwe tactieken. Er werd ook geëxperimenteerd met de tactiek van raids; het plunderen van het land over grote afstanden met een leger te paard.
De taal van de Engelse elite was een Normandisch Frans, een Frans vermengd met Noorse woorden meegebracht door de Vikingen – vanaf 1066 (verovering van Engeland door Willem de Veroveraar) tot aan het decreet van Eduard III in 1361. Het Anglo-Saxisch bleef echter wel de taal van het volk.:51

## Demografische, economische ontwikkelingen

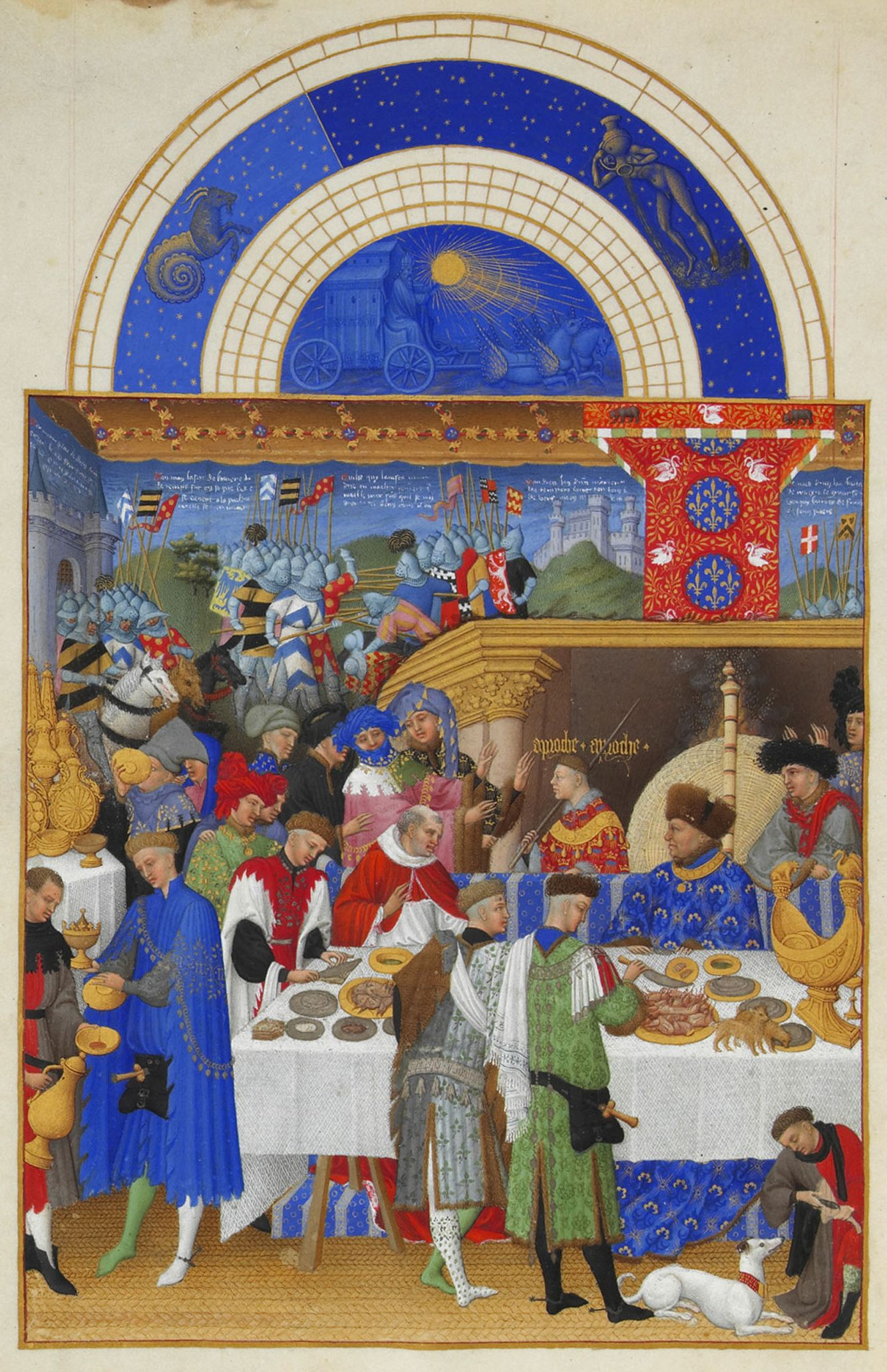
Een maaltijd in de 15e eeuw: wijn en vlees staan op het menu van de tafel van de edelen (Très Riches Heures du duc de Berry)

Onder invloed van de ontwikkelingen van landbouwtechnieken en landontginning, groeide de bevolking in het Westen sinds de 10e eeuw.
Aan het einde van de 13e eeuw overschreed men echter in sommige delen van Europa de mogelijkheden van de landbouwproductie, en was er overbevolking. Door het erfrecht en het verdelen van de nalatenschap, werden ook de gemiddelde landbouwpercelen kleiner: de gemiddelde perceeloppervlakte daalde tussen 1240 en 1310 met twee derde.:222-223 In Engeland beschikte 46% van de boeren vanaf 1279 over een bebouwbare oppervlakte van minder dan vijf hectare; de minimale oppervlakte nodig om een gezin van vijf personen te voeden.:222-223 Vlaanderen probeerde landbouwgrond op de zee te winnen (inpolderen) en koos voor een handelseconomie die haar toelaat landbouwgrondstoffen te importeren. In Frankrijk was de situatie slechts marginaal beter. In 1311 in Garges, in de buurt van Parijs, bijvoorbeeld, bezat meer dan twee derde van de bevolking minder dan 34 aren eigen land, waarvan het huis bijna 20 aren in beslag nam.:39 In zulke omstandigheden kon dus elke natuurramp een familie ruïneren. Begin 14e eeuw verarmde de landelijke bevolking, daalden de prijzen van landbouwproducten, steeg de belastingdruk en daalden belastinginkomsten voor de adel. Dit leidde tot groeiende spanningen onder de plattelandsbevolking.:70-73 Veel boeren beproefden hun geluk in de steden als seizoenarbeiders voor zeer lage lonen. Daardoor liepen ook de sociale spanningen in stedelijke gebieden op.
Het koudere klimaat leidde tot misoogsten, die door de hoge bevolkingsdruk eindigden in hongersnood In de 12e eeuw waren hongersnoden in Noord-Europa verdwenen. Van het najaar van 1315 tot de zomer van 1317 regende het vrijwel onafgebroken in het noorden, westen en midden van Europa en mislukten de oogsten (mogelijk aanvang van de Kleine IJstijd). De grote hongersnood van 1315–1317 brak uit. Ieper verloor in 1316 tien procent van haar bevolking, Brugge vijf procent.:222-223 Met de groei van de steden steeg het tekort aan voedsel en moest er handel worden gedreven over grotere afstanden om de bevoorrading te verzekeren. Andere perioden in de 14de eeuw met hongersnood in Frankrijk waren 1304, 1330–1334, 1349–1351, 1358–1360, 1371, 1374–1375 en 1390; in Engeland in 1321, 1351 en 1369.
De bevolking van Europa werd in 1347–1351 ook zwaar getroffen door de pest, de Zwarte Dood. Geschat wordt dat een derde van de bevolking stierf. De massale ontwrichting leidde tot waanzin, bijgeloof en vormde voor de overlevenden een motor voor sociale promotie, onverwachte erfenissen en emancipatie van de volkstaal tegenover het Latijn.
De adel wilde gecompenseerd worden voor de daling van het inkomen uit landerijen en zag in oorlog een goede manier om dit te behalen door het verkrijgen van losgeld na het vangen van tegenstanders, door het plunderen van veroverd gebied en door lastenverzwaringen gerechtvaardigd door de oorlog. De adel, met name de Engels adel waarvan het inkomen meer was getroffen, nam daarom een oorlogzuchtige houding aan.:231-232 En in Frankrijk moest koning Filips VI de staatskas uit financiële moeilijkheden halen en gaf een oorlog hem het excuus buitengewone belastingen te heffen.
Anderzijds had men in de 13e eeuw een hogere levensstandaard bereikt met een gevarieerde voeding: de gewoonte wijn te drinken verspreidde zich op grote schaal onder de adel; voor alle klassen van de samenleving werd het beleg bij het brood (compaganagium) rijkelijker en overvloediger. De stijgende welvaart en de stijgende vraag naar waardevollere producten, zorgde ervoor dat de boeren hun productie diversifiëren en zorgde voor meer handel.

Invloedssferen en voornaamste handelswegen in het koninkrijk Frankrijk in 1330.
Bezittingen van Johanna II van Navarra.
Pauselijke staten.
Door Eduard III gecontroleerde gebieden.
Engelse economische invloedssfeer.
Franse economische invloedssfeer.

De groei van de handel had een aantal regio's economisch afhankelijk gemaakt van andere koninkrijken. Het goederenvervoer gebeurde vooral over zee of via rivieren. Het graafschap Champagne en Bourgondië voedden Parijs via de Seine en haar zijrivieren en waren dus pro-Frans. Normandië was verdeeld, zij vormde de overgang van de Parijse omgeving naar de omgeving van het Kanaal. Het kanaal werd een steeds intensiever handelsgebied dankzij de vooruitgang in maritieme technologie. Het zeilen om het Iberisch Schiereiland door Italiaanse schepen gebeurde steeds vaker. Ook zaten Aquitanië voor zijn wijn, Bretagne voor zijn zout en Vlaanderen met zijn wolimport, in de Engelse invloedssfeer. Zo kwamen de Vlamingen met de wil om onder andere aan de Franse belastingdruk te ontsnappen en om hun belangen te verdedigen, in opstand tegen de koning van Frankrijk; opeenvolgend zijn er de veldslagen bij Kortrijk (1302), bij Pevelenberg (1304) en Kassel (1328).:22-26 De Vlamingen ondersteunen de koning van Engeland en verklaren in 1340 zelfs Edward III tot rechtmatig koning van Frankrijk.

## De dynastieke achtergrond
Er ontstond in de jaren 1314–1328 een groot dynastiek probleem in Frankrijk. In 1314 stierf de machtige Franse koning Filips IV. Hij had drie zoons en een dochter, Isabella, die sinds 1308 getrouwd was met Eduard II van Engeland. Isabella smeedde een complot met de machtige edelman Roger Mortimer en liet haar echtgenoot in 1327 vermoorden, waarna zij het land regeerde in naam van haar zoon, de latere koning Eduard III van Engeland. In 1330 liet de 18-jarige Eduard Mortimer ombrengen en zijn moeder verbannen.
Tegelijkertijd stierven de drie broers van Eduards moeder een voor een zonder mannelijke nakomelingen na te laten: eerst Lodewijk X (1316), daarna Filips V (1322) en ten slotte Karel IV op 1 februari 1328. Daarmee was het huis Capet in directe mannelijke lijn uitgestorven.
Hoewel er niet echt een wet was die vrouwelijke opvolging verbood (later zou een oude wet van de Franken, de Salische Wet uit de vergetelheid opduiken), zag Filips VI zichzelf liever als koning dan de enige levende nakomeling Johanna II van Navarra, dochter van Lodewijk X en van Margaretha van Bourgondië, de op overspel betrapte en verstoten vrouw (zie schandaal van Tour de Nesle). De keuze van de Franse monarch was sinds tijden gebaseerd op erfrecht en zalving, maar wanneer er zich daarbij een probleem voordeed, kon een verkiezing (van de koning) plaatsvinden. Filips liet zich verkiezen door de adel.
De Capetingers hadden al wel voor een wettelijk kader gezorgd om hun bezitting te versterken door alle lenen van overleden vazallen zonder mannelijke erfgenamen te doen terugkeren naar de kroon. Filips de Schone had namelijk de clause de la masculinité ('clausule van de mannelijkheid') ingevoerd, aldus Jean Favier,:31 De dag voor zijn dood herzag hij het statuut van de apanage van Poitou die, "faute d'héritier mâle, reviendrait à la couronne de France" ("bij gebrek aan een mannelijke opvolging, zou terugkeren naar de kroon van Frankrijk").
De Salische wet werd dus niet ingeroepen bij het kiezen van de nieuwe koning van Frankrijk. Het was pas dertig jaar later, rond 1350, dat een benedictijn van de Abdij van Saint-Dennis, die de officiële kroniek van het koninkrijk bijhield, deze wet inriep om de positie van de toenmalige koning van Frankrijk, Filips VI van Frankrijk en zijn zoon Jan II van Frankrijk, te versterken in het propagandaduel tussen Filips en Eduard III van Engeland.:37 De wet dateerde uit de tijd van de Germaanse stam Salische Franken en stelde dat vrouwen werden uitgesloten van het erven van 'Salische grond'. De term Salisch is afgeleid van de rivier de Sala, de huidige IJssel in Nederland, land van de Salische Franken. Deze wet werd dus hernomen, aangepast aan de situatie en naar voren geschoven als zwaarwichtig argument in de disputen rond de legitimiteit van de koning.
Na de korte regering van Filips V, die ook stierf zonder mannelijke nakomeling, was het zijn veel jongere broer, Karel IV, die, profiterend van het door zijn oudere broer gestelde precedent, op zijn beurt de kroon mocht dragen. Maar ook zijn regering was van korte duur. Karel IV sloot ook zijn dochters uit en op zijn sterfbed droeg hij daarom zijn troon over aan zijn neef, Filips, zoon van zijn oom Karel van Valois. Liever Filips op de troon dan zijn zus Isabella of dier Engelse zoon Eduard III. Eduard III stelde zich nog wel kandidaat voor het koningschap van Frankrijk, maar het is Filips VI van Valois die werd verkozen.

## De oorlog van Eduard (1337–1360)

### De confiscatie van Guyenne

De belangrijkste veldslagen en veldtochten gedurende de eerste fase van de oorlog

De beslissing om Filips tot koning Filips VI van Frankrijk te kronen werd algemeen aanvaard en zelfs Eduard III boog als hertog van Guyenne (Aquitanië, hoofdstad Bordeaux) zijn knie voor zijn nieuwe leenheer. De jaren voor de oorlog liepen de spanningen op. De koning van Schotland David II was naar Frankrijk gevlucht en de aartsvijand van Filips VI, Robert III van Artesië was naar Engeland gevlucht. De grootste afnemers van de Engelse wol waren de Vlaamse steden, maar de graaf van Vlaanderen Lodewijk II van Nevers was een trouwe bondgenoot van de Franse koning. Op 12 augustus 1336 verbood koning Eduard III de uitvoer van wol naar Vlaanderen, dit schaadde de lakenindustrie,
Nadat de burgers van Guyenne een beroep op Filips VI deden om tussenbeide te komen, omdat Eduard te zware belastingen hief, zag hij in het conflict de langverwachte aanleiding om Eduard III zijn titel van hertog van Guyenne af te nemen. Op 24 mei 1337 confisqueerde Filips het Hertogdom Guyenne en het graafschap Ponthieu op basis van leenbreuk. Eduard was woedend en verklaarde opeens dat hij en niet Filips de rechtmatige koning van Frankrijk was. Overal in zijn gebieden werd een proclamatie voorgelezen waarin hij verklaarde dat, ondanks al zijn pogingen om vrede te sluiten met Frankrijk, de Franse koning zich verhard had in zijn kwaadaardigheid en van vrede noch verdrag wil weten. Hij verklaarde nu openlijk zijn eigen aanspraken op de Franse troon. Door velen werd deze verklaring niet erg serieus genomen.
Eduard gaf de opdracht aan Hendrik van Grosmont en Walter Manny om het graafschap Vlaanderen binnen te vallen. Op 9 november 1337 vond de Slag bij Cadzand plaats, daarbij kwamen 3000 Vlamingen om het leven. In juli 1338 volgde een expeditie naar Frankrijk. In de Zeeslag bij Arnemuiden veroverden de Fransen de Engelse vloot, die wol vervoerde naar Vlaanderen. Eduard zelf werd in januari 1340 in het opstandige Gent van Jacob van Artevelde tot koning van Frankrijk uitgeroepen en versloeg de Franse vloot bij de Zeeslag bij Sluis. Nadien volgde een wapenstilstand van vijf jaar.

### Bretonse successieoorlog
Na de dood van Jan III van Bretagne volgde een opvolgingsstrijd van 1341 tot 1364 in het hertogdom Bretagne. De Franse koning steunde Karel van Blois en zijn vrouw Johanna van Penthièvre, nicht van Jan. De Engelse koning steunde de halfbroer Jan van Montfort en zijn vrouw Johanna van Vlaanderen. Verschillende veldslagen volgden, die pas beslissend eindigden in 1363 met de zege van Engelse Montfortse leger in de Slag bij Auray, bekrachtigd met het Verdrag van Guérand. Herenboer, Bertrand du Guesclin, begonnen als een succesvolle guerrillastrijder tegen de Engelsen, blonk in 1357 uit in de verdediging van de stad Rennes. Bertrand werd een beroemd veldheer onder andere in de Castiliaanse Burgeroorlog in dienst van de Franse koning, die hem benoemde tot Connétable van Frankrijk.

### De Slag bij Crécy, de Slag bij Poitiers en het Verdrag van Brétigny

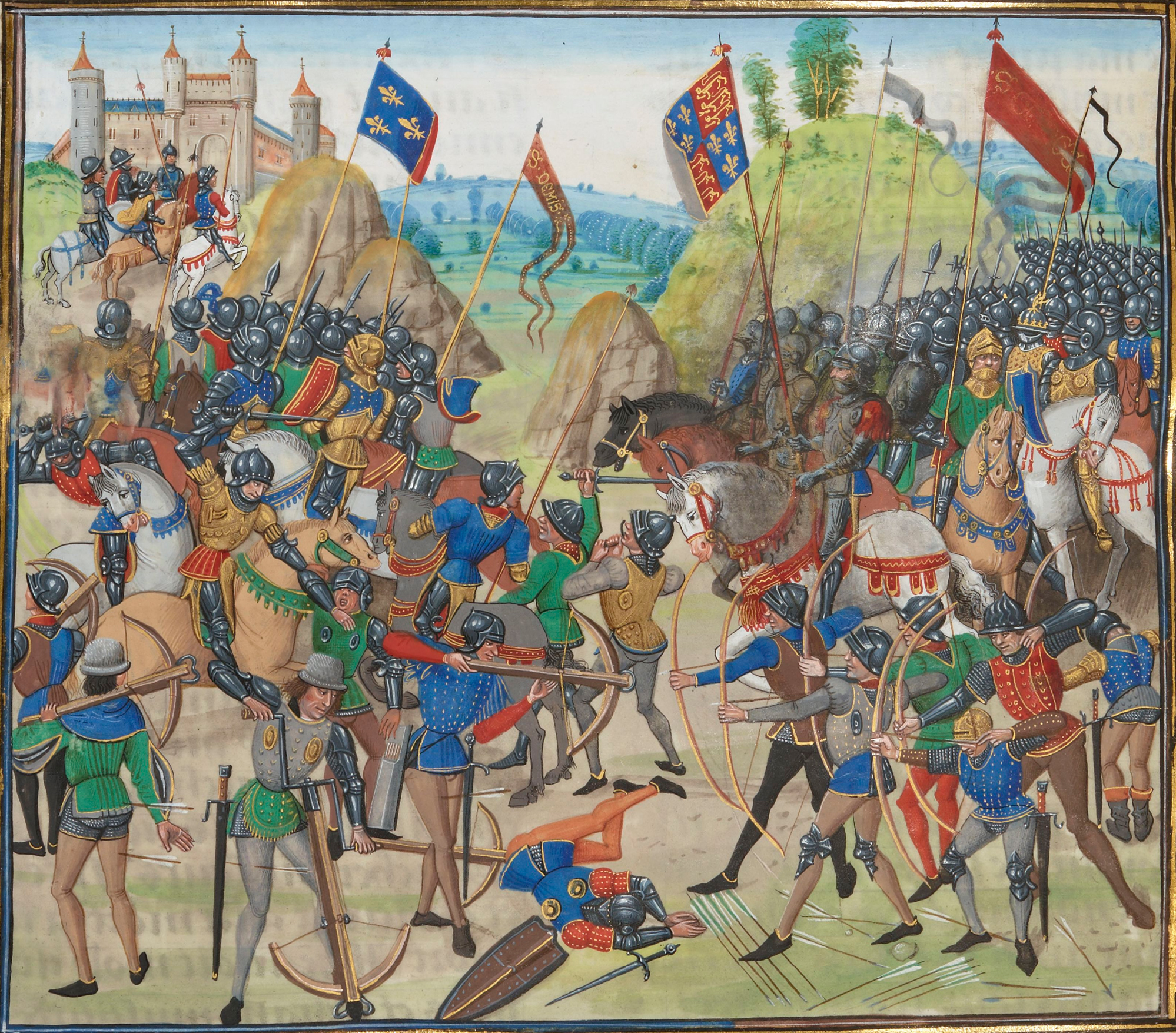
De Slag bij Crécy: de Engelsen (rechts) met longbows versloegen de Fransen (links) met kruisbogen.

In 1345 wonnen de Engelsen de Slag bij Auberoche in Dordogne, Aquitanië. Op het slagveld van Crécy (1346) werd vooral door de inzet van de oppermachtige Engelse boogschutters de Franse koning verslagen. Later volgde het Beleg van Calais en werd Calais veroverd. De koning van Schotland David II van Schotland viel Engeland aan om het bondgenootschap met Frankrijk, de zogenaamde Auld Alliance, na te leven. Zijn leger werd echter verslagen in de Slag bij Neville's Cross en de koning werd gevangengenomen en pas in 1357 vrijgekocht.
In 1348 bereikte de pandemie de Zwarte Dood, de pest, Parijs en werd naar schatting een derde van de Europese bevolking gedood in de navolgende jaren.
Bij de zwaarbevochten Slag van Les Espagnols sur Mer in 1350 op Het Kanaal versloeg de Engelse vloot de Castiliaanse handelsvloot van Charles de La Cerda op terugtocht uit Vlaanderen.
Met zoon Jan II van Frankrijk, die Filips in 1350 opvolgde, liep het in 1356 bij de Slag bij Poitiers nog slechter af: 2500 doden en 2000 gevangenen (voornamelijk ridders en schildknapen) en zelf gevangengenomen samen met zijn jongste, 14-jarige zoon Filips de Stoute. Omdat Filips hem lijfelijk op het slagveld beschermde, beloonde hij hem voor zijn dood met Bourgondië. Dit was een zeer uitzonderlijke daad – sinds generaties was het immers politiek om lenen te verzamelen, niet uit te geven – en hoewel goed bedoeld, zou dit funeste politieke gevolgen hebben.
In mei 1358 volgde een opstand van de Franse boeren tegen de adel, de Jacquerie, neergeslagen onder leiding van troonpretendent Karel II van Navarra, zoon van Johanna II van Navarra. Hierdoor en door de rebellie van Étienne Marcel in Parijs tegen dauphin Karel werd de onderhandelingspositie van Frankrijk zeer verzwakt. Een vredesvoorstel (Verdrag van Londen) was door de Franse Staten-Generaal verworpen.
De Engelse koning Eduard deed ten slotte in 1359 een derde aanval om Frankrijk in één keer op de knieën te krijgen. Hij zette een leger aan land in Calais dat naar Reims opmarcheerde. Wellicht hoopte hij hiermee zijn kroning tot koning van Frankrijk te kunnen afdwingen of hoopte hij dat het verlies van deze belangrijke stad Frankrijk tot opgeven zou dwingen. Na twee succesvolle veldtochten had Eduard goede hoop, maar deze keer zou het anders lopen.
De onderneming werd een mislukking als gevolg van de tactiek van de verschroeide aarde van de Fransen. Dauphin Karel trok zich terug, vermeed een veldslag en verschanste zich succesvol in de steden. De invallers konden niet van het land leven omdat alle waardevolle zaken en de oogst vernield waren en de steden lieten zich niet tot een uitval provoceren. Reims en Parijs weerstonden de belegeraars en door de voedseltoestand in het leger viel aan een langdurig beleg niet te denken. Na het mislukte beleg van Parijs rukte Eduard op naar Chartres om deze stad te belegeren, maar ook Chartres sloot de poorten en liet zich niet tot een uitval provoceren.
Op paasmaandag 13 april 1360, Zwarte maandag, voor de poorten van Chartres, werd het Engelse leger getroffen door een dodelijk verwoestende hagelstorm. Duizend soldaten en zesduizend paarden kwamen om. Deze ramp en de moeizame campagne brachten Eduard tot de bereidheid over vrede te onderhandelen. In 1360 werd de Vrede van Brétigny gesloten. De Franse koning Jan II en Filips werden vrijgelaten na betaling van een enorm losgeld van 3 miljoen gouden ecu, en Frankrijk moest Guyenne en Gascogne afstaan, maar de Engelsen gaven (voorlopig) hun rechten op de Franse troon op. Koning Jan II liet daarbij zijn zoon Lodewijk I van Anjou, samen met 40 andere edelen, als gijzelaar achter. Om onduidelijke redenen keerde Jan II terug in gevangenschap en stierf uiteindelijk in Londen in 1364. De Vrede van Brétigny betekende een verlichting van de Engelse vredesvoorwaarden ten opzichte van het Verdrag van Londen.

## Karel V de Wijze

Herovering van Karel V

Jans oudste zoon, dauphin Karel V, was regent voor zijn vader in gevangenschap. Het volk kwam in opstand, de Jacquerie, omdat het leed onder de oorlog en de verhoging van de belastingen niet pikte. Karel moest het Verdrag van Brétigny tekenen, waarbij een groot deel van Zuid-Frankrijk (Aquitanië) in handen van Eduard III en zijn zoon, Zwarte Prins, kwam.
Na de dood van zijn vader in 1364 ontpopte Karel V zich als een kundige tegenspeler. Met zijn generaals bracht hij de Engelsen zware klappen toe. Dat zelfde jaar versloeg hij Karel II van Navarra in de Slag bij Cocherel.

### Castiliaanse burgeroorlog
Bertrand du Guesclin wist de plunderende huurlingen, les Grandes Compagnies, te rekruteren voor een veldtocht naar Spanje (Castilië en Leon), waar hij de pro-Engelse Peter de Wrede van de troon stiet. Deze laatste kreeg aanvankelijk hulp van de Engelsen onder kroonprins Eduard van Woodstock, wat leidde tot een grote overwinning in de Slag bij Nájera in 1367, maar afgeschrikt door zijn despotische gedrag werd hij in de steek gelaten door de Engelsen en ten slotte tijdens de Slag bij Montiel in hetzelfde jaar definitief verslagen. Zijn halfbroer Hendrik van Trastamare liet zich tot koning kronen, terwijl hij Peter met hulp van Du Guesclin liet vermoorden. Zo kreeg Frankrijk een bondgenoot in het zuiden.

### Aquitanië
Karel richtte zich vervolgens op het zuidwesten en in 1369 nam hij Aquitanië weer in bezit onder leiding van Du Guesclin. In de Slag bij Pontvallain in 1370 werd voor het eerst een deel van het Engelse landleger verslagen. In de Slag bij La Rochelle in 1372 versloegen de Castilianen en de Fransen de Engelse vloot en hernamen zij de controle over de zee. De Engelsen waren weer min of meer terug bij af, hoewel ze inmiddels wel ook Kales (Calais) in handen hadden. In de zestien jaar van Karels regering verloren de Engelsen bijna alles wat ze in 27 jaar hadden veroverd.

### Richard II
Eduard, de Zwarte Prins, stierf eerder dan zijn vader in 1376 en zo kwam diens kleinzoon Richard II in Engeland (en de Franse bezittingen) als tienjarige in 1377 op de troon. Richard wilde eigenlijk wel van de oorlog af - de Engelse koning had in 1381 te maken met de Engelse Boerenopstand, onder andere naar aanleiding van belastingheffing voor de oorlog tegen Frankrijk en Schotland. -

### Jan van Gent, de Portugese crisis van 1383–1385 en het Verdrag van Bayona
In 1379 stierf Hendrik II van Castilië. Jan van Gent, broer van Eduard van Woodstock, hertog van Lancaster, getrouwd met Constance van Castilië, een nicht van Johan I van Castilië, de nieuwe koning probeerde samen met de Portugese koning Ferdinand I vergeefs de troon van Castilië te veroveren. Toen Ferdinand I van Portugal in 1383 stierf, brak de Portugese crisis van 1383-1385 uit en probeerde Johan I van Castilië met steun van Franse cavalerie de troon van Portugal te veroveren op Johan I van Portugal, maar werd hij verslagen bij de Slag bij Aljubarrota. In 1386 probeerde Jan van Gent opnieuw Castilië te veroveren. Uiteindelijk volgde het Vredesverdrag van Bayona in 1388.

### Einde tweede fase, strijd in eigen land
In 1389 werd een wapenstilstand met Frankrijk gesloten, het Verdrag van Leulinghem bij Calais. Dit betekende een periode van relatieve rust in de Honderdjarige Oorlog; die rust duurde tot ca. 1415. Nu de oorlog tot een stilstand was gekomen, kon Richard II zich bezig houden met zijn opstandige edelen, de Lords Appellant. Ofwel hun eigendommen werden hun afgenomen, of ze werden verbannen of ter dood veroordeeld. Richards neef Hendrik IV van Engeland, zoon van Jan van Gent en kleinzoon van Eduard III, wist in 1399 Richard van de troon te stoten en vervolgens werden de Plantagenets vervangen door een zijtak, de Lancasters.
In Frankrijk werd Karel VI, na het Bal des Ardents, in 1392 krankzinnig. Er ontstond in de familie Valois grote onenigheid over wie Frankrijk moest regeren. Er waren twee kampen: de Bourguignons, aanhangers van zijn oom Filips de Stoute, hertog van Bourgondië en de Armagnacs, aanhangers van Lodewijk I van Orléans, de broer van Karel VI. Allengs ontaardde deze twist in moordpartijen en uiteindelijk in een burgeroorlog. In 1407 vermoordde Jan zonder Vrees, zoon van Filips, Lodewijk.
Voor de Franse bevolking was de ellende bijzonder groot. Iedere militaire actie ging gepaard met plundering, verkrachting, roof, moord en zelfs als er geen gevechten geleverd werden, waren er de eindeloze belastingen om de oorlogen te kunnen bekostigen. Het maatschappelijk stelsel kraakte in zijn voegen en de waarden van eer en trouw aan de vorst hadden hun geloofwaardigheid volledig verloren. Dat gold ook voor de kerk. De paus was tot 1377 min of meer de gevangene van de Franse koning met residentie in Avignon (Babylonische ballingschap der pausen). In 1376 keerde de paus terug naar het Vaticaan. Het gevolg was het Westers Schisma, dat duurde tot het Concilie van Konstanz in 1417. Er zijn na het Concilie van Pisa zelfs drie pausen, die alle drie beweerden dat hellevuur het lot is van degene die in de verkeerde paus geloofde.

## Lancaster Hendrik V en Jan van Bedford

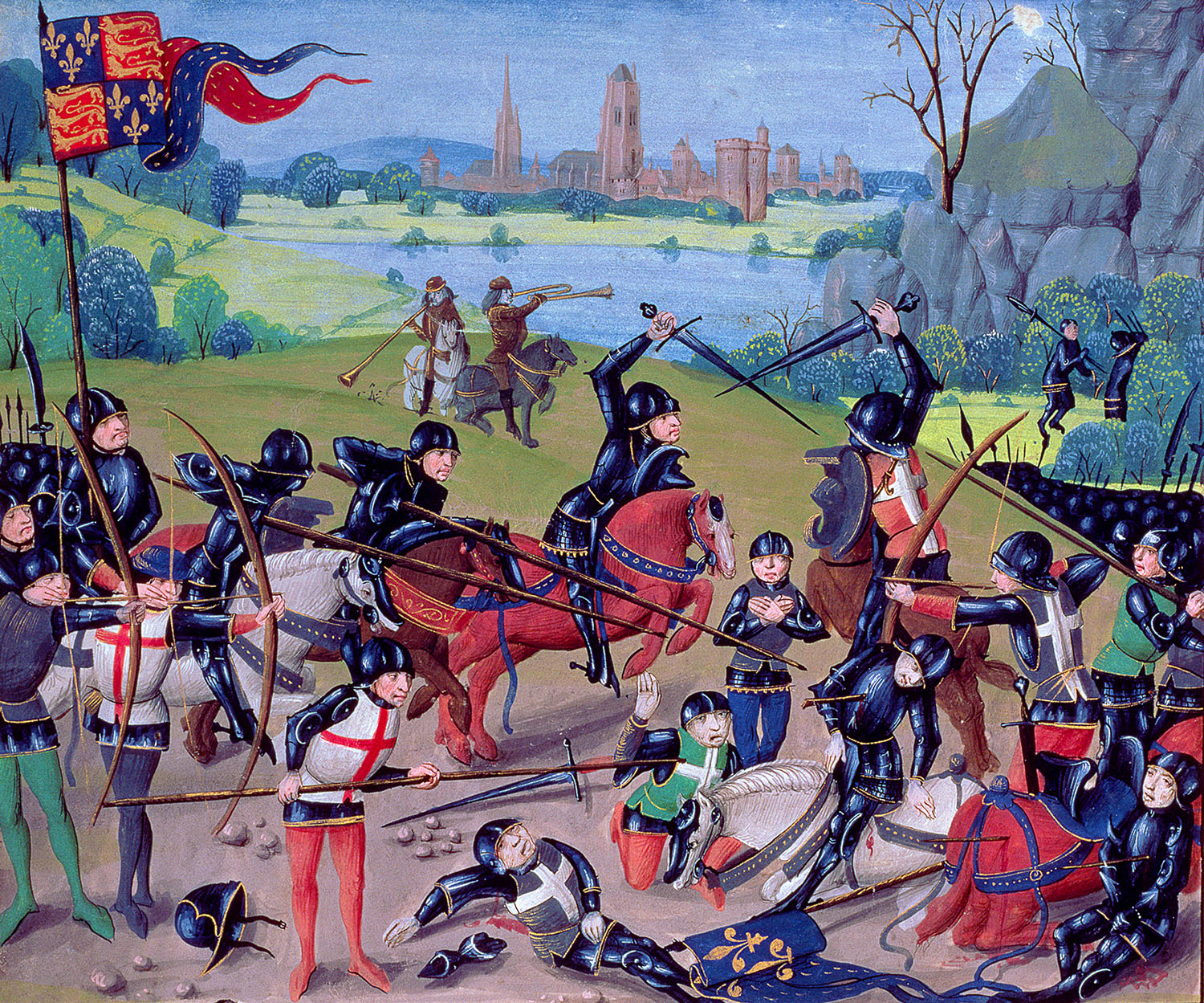
De slag bij Azincourt

De ruzie tussen Armagnacs en Bourguignons escaleerde tot een burgeroorlog, die zich voornamelijk afspeelde rond Parijs. In 1413 kwam Hendrik IV van Engeland te overlijden en werd hij  opgevolgd door zijn zoon Hendrik V. Beide partijen gingen onderhandelen met de nieuwe koning en de een deed al meer toezeggingen dan de andere. Toen alle beloftes weinig waarde bleken te hebben, besloot Hendrik om op oorlogspad te gaan in Frankrijk. In 1415 viel Hendrik V Normandië binnen en boekte hij een klinkende overwinning bij Azincourt. Hiermee begon hij een onstuitbare opmars (belegering van Harfleur in 1415 en de slag op de Seine 1416, belegering van Rouen).
In 1417 stierf Jan van Touraine en werd Karel dauphin. Zijn moeder koningin Isabella, die in gevangenschap leefde in Tours onder de Armagnacs, wijzigde van kamp en werd uitgeroepen als regentes. In 1419 vermoordden de Armagnacs Jan zonder Vrees tijdens een vredesoverleg met de kroonprins Karel VII op de brug van Montereau-Fault-Yonne. Jan zonder Vrees werd opgevolgd door zijn zoon Filips de Goede.

### Verdrag van Troyes en twee nieuwe hoofdspelers

Frankrijk ten tijde van Jeanne d'Arc

In datzelfde jaar 1419 bezette Hendrik V Normandië. Hendrik, koningin Isabella en Filips de Goede, in naam van de krankzinnige koning Karel VI, gingen in 1420 rond de tafel zitten (het Verdrag van Troyes). Isabella verklaarde haar eigen zoon, de kroonprins Karel VII van Frankrijk, die met de Armagnacs heulde, tot bastaard en huwelijkte haar dochter Catharina uit aan Hendrik. Hendrik en Catharina werden tot erfgenamen van Frankrijk uitgeroepen en daarmee leek het lot van Frankrijk beslist. Catharina schonk het leven aan een zoon, de latere Engelse koning Hendrik VI.
In het jaar 1422 stierven Hendrik V en Karel VI. Jan van Bedford, de broer van Hendrik V, werd regent voor zijn neef Hendrik VI, die nog een baby was. Samen met Filips, de hertog van Bourgondië, zette hij de strijd in Frankrijk voort, aanvankelijk met zeer veel succes (1423 Verdrag van Amiens, Slag bij Cravant, 1424 Slag bij Verneuil, waar de Fransen steun kregen van de Schotten, 1426 slag van Saint Jacques (bij Avranches)).

### Jeanne d'Arc en het beleg van Orléans

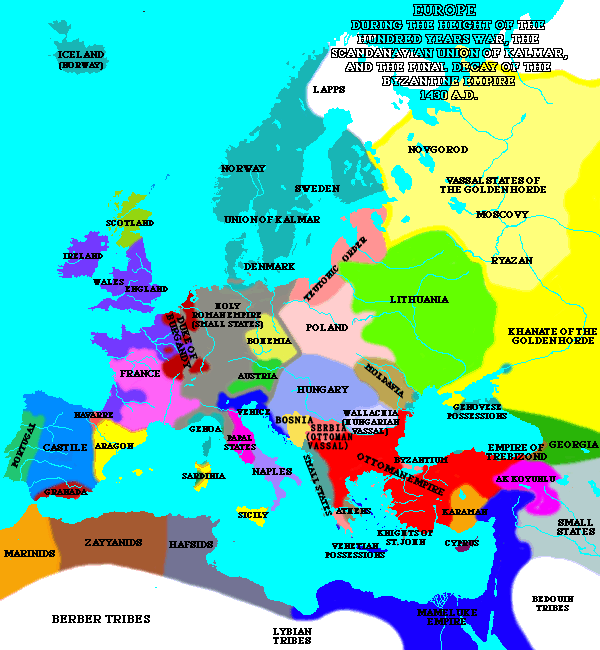
Kaart van Europa op het hoogtepunt van de oorlog

Intussen verbleef Karel VII in het Kasteel van Chinon, aangezien Parijs in handen was van de Bourgondiërs, toen hij op zekere dag op 23 februari 1429 bezoek kreeg van Jeanne d'Arc, een eenvoudig boerenmeisje, dat stemmen hoorde. Zij wist Karel VII, de tot bastaard verklaarde en niet meer in zijn eigen zaak gelovende, te motiveren weer tot actie te komen, dit met steun van God. Door Jeannes toedoen werd het Beleg van Orléans in 1429 gewonnen en opeenvolgend volgde in de Slag bij Patay de grote nederlaag voor de Engelsen. Onder andere het Engelse longbowkorps werd afgeslacht door de Franse cavalerie. 2000 à 2500 Engelsen sneuvelden op een leger van 5000 man. Jeanne overtuigde Karel VII om naar de kroningsstad Reims op te trekken en in het vijandelijk Bourgondisch gebied werd hij zonder eigenlijke problemen gekroond. Jeanne werd gevangengenomen tijdens het Beleg van Compiègne door de Bourgondiërs en verkocht aan Jan van Bedford. In een proces om de kroning van Karel VII te ontkrachten, werd ze in 1431 als ketter verbrand. In dat zelfde jaar werd de negenjarige Hendrik VI, in de Notre-Dame van Parijs tot koning van Frankrijk gekroond.

## Afloop

### Vredescongres van Atrecht
De dood van Anna van Bourgondië, zus van Filips de Goede, en het huwelijk van haar weduwnaar Jan van Bedford met Jacoba van Luxemburg betekende een barst in de Bourgondisch-Engelse relatie. De oorlog was weer opgeflakkerd en de partijen hadden behoefte aan nieuwe onderhandelingen, de Vrede van Atrecht (1435). Tijdens het congres stierf Jan van Bedford en verlieten de Engelsen de vergadering, een uitgelezen kans voor de Fransen om toenadering te zoeken tot Filips de Goede. Voor heel wat grondgebied was Filips de Goede bereid om van kant te wisselen. Een reeks van versterkte steden bij de Somme, de daders van de moord op zijn vader werden gestraft, Filips werd vrijgesteld van leenheerschap aan de koning van Frankrijk. Met de vrede van Atrecht erkenden de Bourgondiërs Karel als koning van Frankrijk. Met het Beleg van Parijs (1435-1436) heroveren de Fransen hun hoofdstad.

### Verdrag van Tours
Hendrik VI werd in 1437 officieel meerderjarig en volwaardig koning van Engeland verklaard, op 16-jarige leeftijd. De oorlog sleepte zich voort en in 1440 volgde nog een opstand van enkele Franse edelen: de Praguerie. In 1441 werd regent en oom van Hendrik, Humphrey van Gloucester, opzij geschoven. William de la Pole, hertog van Suffolk, de nieuwe sterke man, regelde in 1444 de wapenstilstand van Tours, een huwelijk van Hendrik VI met een achternicht van Karel, Margaretha van Anjou, dochter van René I van Anjou, waarbij Maine werd afgestaan. De bevelvoerder, luitenant van Frankrijk Richard van York, werd overgeplaatst naar Ierland. In 1450 werd William de la Pole vermoord, Edmund Beaufort, hertog van Somerset, werd opvolger en vertrouweling van koningin Margaretha.

### Slag bij Castillon
Na het verdrag van Tours werd het Franse leger gemoderniseerd, voornamelijk de artillerie door Jean Bureau. In 1449 werd de oorlog hervat. In snel tempo werd Normandië heroverd: Rouen (1449), de Slag bij Formigny (1450) Cherbourg (1450), Bayonne en Bordeaux (1451-1453). Met de Slag bij Castillon in 1453 wist de Franse koning voorgoed af te rekenen met de Engelsen. Zij verloren al hun bezittingen in Frankrijk, behalve Kales (Calais). De kanonnen, die aan het begin van deze lange strijd op het slagveld verschenen, waren in het begin bijna even gevaarlijk voor de gebruikers als voor de doelen waarop ze gericht waren. Aan het eind van de oorlog waren de kanonnen zo verbeterd dat ze tamelijk effectief waren en ze de Engelse boogschutters nu meer dan de baas waren.

## Gevolgen
Door de afloop van deze oorlog werd het gezag van de Franse koning versterkt. Onder de zoon van Karel VII, Lodewijk XI (1461–1483), groeide Frankrijk uit tot een goed georganiseerde staat met een sterk leger, een deugdelijke administratie en een geordende belastinginning.
Engeland verzwakte nadien en door een geestelijke inzinking van Hendrik VI van Engeland in 1455 ontstond ruzie binnen het huis Plantagenet, wat leidde tot de Rozenoorlogen. De twee zijtakken van het Engelse koningshuis Plantagenet, Lancaster en York, vochten om wie Engeland moest regeren. Dit conflict duurde 30 jaar (1455–1485). Engeland verloor op Calais na al zijn Franse bezittingen en zou nooit meer proberen grondgebied te veroveren op het Europese continent. In 1474 tekenden Eduard IV van Engeland en Lodewijk XI het Vredesverdrag van Picquigny, en zegde Eduard zijn verbond met Karel de Stoute van Bourgondië op. Latere militaire interventies waren alleen maar gericht op het beïnvloeden van de machtsverhoudingen. In 1558 raakte de Engelse kroon ook Calais kwijt.
Het hertogdom Bourgondië werd een onafhankelijk vorstendom en vormde de grond voor een 200 jaar lang durend conflict van de Fransen met de Habsburgers. Toen Karel de Stoute werd gedood in de Slag bij Nancy tegen het hertogdom Lotharingen in 1477, kwam zijn dochter en erfgename Maria van Bourgondië in de Bourgondische Successieoorlog terecht. Maria trouwde met kroonprins Maximiliaan van Oostenrijk (het begin van de Habsburgse Nederlanden) om de Franse koning te kunnen weerstaan. Lodewijk XI veroverde onder andere Picardië en het hertogdom Bourgondië en verkreeg deze gebieden bij Vrede van Atrecht (1482). Dit werd later definitief bevestigd bij de Vrede van Senlis (1493). Met de Vrede van Madrid 1526 gaf de koning van Frankrijk formeel de verplichting op dat keizer Karel V leenhulde moest brengen aan de koning voor het vrijgraafschap Bourgondië, Kroon-Vlaanderen, en het graafschap Artesië. De gebieden werden pas onderdeel van het Heilige Roomse Rijk met de Vrede van Cateau-Cambrésis in 1559.

## Belangrijkste gebeurtenissen in de Honderdjarige Oorlog
- Zeeslag bij Sluis (24 juni 1340): de Engelsen vernietigen de Frans-Genuese vloot en verwerven de heerschappij over de zeeën.
- Chevauchée van Eduard III in 1346: Eduard III plundert Normandië en keert vervolgens terug naar het noorden.
  - Slag bij Crécy (26 augustus 1346): Eduard III, achternagezeten door Filips VI, wordt ingehaald bij Crécy, maar de Engelse boogschutters decimeren de Franse cavalerie. Deze nederlaag brengt de Franse adel ernstig in problemen.
  - Beleg van Calais (1346): steunend op zijn verpletterende overwinning bij Crécy, begint Eduard III met het beleg van Calais. Filips VI slaagt er niet in de stad te ontzetten, waarop deze zich overgeeft. Calais zou tot in de 16e eeuw Engels bezit blijven.
- Slag van de Dertig (*) (1351) gearrangeerd gevecht in de stijl van een riddertoernooi
- Slag bij Poitiers (19 september 1356): de Zwarte Prins leidt een chevauchée. Hij wordt door Jan II de Goede achtervolgd en bij Poitiers ingehaald. De Fransen zijn de overwinning nabij, maar de koning wordt gevangengenomen. De gevolgen zijn desastreus, want de koninklijke macht is verzwakt en het land zinkt weg in een burgeroorlog. De Engelsen gebruiken hun machtspositie om talrijke territoriale en financiële concessies te verkrijgen in het Verdrag van Londen, maar de Fransen weigeren dit.
- 1359–1360: Eduard III leidt hierop zelf een derde chevauchée tegen Reims, Parijs en Chartres, hetgeen uitloopt op een mislukking en leidt tot het Verdrag van Brétigny, waarbij de vredesvoorwaarden licht in het voordeel van de Fransen zijn bijgesteld.
- Slag bij Cocherel (16 mei 1364): Karel de Slechte profiteert van de burgeroorlog, die het land teistert, om de Franse kroon op te eisen. Hij wordt verslagen door Bertrand du Guesclin, die hiertoe een volmacht had gekregen van koning Karel V de Wijze.
- Slag bij Auray (*) (29 september 1364): Jan van Montfort en zijn Engelse bondgenoten verslaan Karel van Blois en du Guesclin, wat een einde maakte aan de Bretonse Successieoorlog (Verdrag van Guérande).
- Slag bij Nájera (1367): in Castilië is Peter de Wrede door Hendrik van Trastámara en Bertrand du Guesclin in het nauw is gedreven, waarop hij zijn schoonbroer, de Zwarte Prins, ter versterking inroept. Deze laatste bracht de Frans-Castiliaanse strijdkrachten een nederlaag toe. Du Guesclin wordt gevangen genomen.
- Slag bij Montiel (14 maart 1369): du Guesclin en Hendrik van Trastámara nemen wraak. Ze verslaan een door Portugal geleide, pro-Engelse alliantie. Peter de Wrede wordt doodgestoken in een tweegevecht met Hendrik van Trastámara, die de troon van Castilië bestijgt en een trouw bondgenoot van Frankrijk wordt.
- Slag bij Pontvallain (1370): du Guesclin (nog maar enkele maanden maarschalk van Frankrijk), Olivier de Clisson en Jean de Vienne verpletteren bij Pontvallain (nabij Le Mans) de Engelse aanvoerders Knolles en Granson.
- Slag bij La Rochelle (1372): de Castiliaanse vloot, een bondgenoot van Frankrijk, vernietigt de Engelse vloot. Deze nederlaag berooft de Engelsen van hun logistieke ondersteuning op het continent. De Fransen verdreven hen geleidelijk aan terwijl ze een voor een bijna al hun bolwerken heroverden.
- Slag bij Azincourt (25 oktober 1415): Hendrik V profiteert van de burgeroorlog tussen Armagnacs en Bourguignons om aan te vallen. Hij brengt de Fransen een zware nederlaag toe en begint met de verovering van Noord-Frankrijk.
- Slag bij Bauge (1421) Frans-Schots leger geleid door John Stewart en Gilbert Motier de La Fayette overwint
- Slag bij Cravant (1423): nederlaag van de Franse strijdkrachten van Karel VII.
- Slag bij la Brossinière (26 september 1423): Franse overwinning.
- Slag bij Verneuil (17 augustus 1424): Franse nederlaag.
- Slag van de Haringen (12 februari 1429): onderschepping van een Engels konvooi voor Orléans. Matig Frans succes met grote verliezen.
- Beleg van Orléans (1429): Jeanne d'Arc, aangekomen met een leger en een bevoorradingskonvooi, weet de verdedigers aan te moedigen, die in enkele dagen tijd de Engelsen dwingen het beleg op te heffen.
- Slag bij Patay (1429): Franse overwinning, die de weg opende voor de herovering van Noord-Frankrijk.
- Chevauchée op Reims (1429): een gewaagde onderneming van Jeanne d'Arc en Karel VII, wat het mogelijk maakt dat deze laatste tot koning wordt gezalfd, hoewel Reims midden in door de Bourgondiërs gecontroleerd gebied lag. De impact van de zalving en kroning was enorm. Het plaatste Karel VII op de troon, hoewel zijn legitimiteit in twijfel werd getrokken doordat hij onterfd was in het verdrag van Troyes.
- Beleg van Compiègne (1430): Laatste militaire actie en gevangenname van Jeanne d'Arc, haar terechtstelling volgt in 1431.
- Slag bij Formigny (15 april 1450): deze Franse overwinning maakte de herovering van Normandië mogelijk.
- Slag bij Castillon (17 juli 1453): deze Franse overwinning maakte de herovering van Guyenne mogelijk. Militair einde van de Honderdjarige Oorlog.

(*): slag die deel uitmaakt van de Bretonse Successieoorlog, een secundair conflict van de Honderdjarige Oorlog.